# Rominta
Rominta (ros. Красная, Krasnaja, niem. Rominte) – rzeka, lewy dopływ Pisy. Płynie przez tereny obwodu królewieckiego w Rosji.
Rzeka powstaje z połączenia rzek Błędzianki (uznawanej za górny bieg Rominty) i Szynkuny (ros. Протока, Protoka, niem. Schenken Bach). Rzeka płynie przez Puszczę Romincką, przepływa przez wieś Krasnolesie i uchodzi do rzeki Pisy we wschodniej części miasta Gusiew.
Głównym dopływem Rominty jest Czarna Struga (ros. Чёрная, Czornaja).
Polską nazwę Rominta wprowadzono urzędowo w 1949 roku, zastępując poprzednią niemiecką nazwę rzeki – Rominte. Niemiecka nazwa pochodzi od pruskiego słowa romus/ramus w znaczeniu 'cichy, skromny'.